# Eupanacra harmani
Eupanacra harmani is een vlinder uit de familie van de pijlstaarten (Sphingidae). De wetenschappelijke naam van de soort werd in 1989 gepubliceerd door Jean-Marie Cadiou & Holloway.